# Абревијатор
Абревијатор је положај у Римокатоличкој цркви, чија је начелна дужност била припремање писама и списа за поделу имовине црквених великодостојника. Он је био тако називан по широкој абревијатури службеника за папске документе. Папа Пије II је уздигао абревијаторе у колеџ прелата подељене у три разреда (1463). Године 1848. Пије VII је укинуо ниже разреда, а 1908. Пије X је реорганизовао суд и колеџ је у целини претворен у групу протонотариоса (protonotarii apostolici participantes).